# Edward Middleton Barry
Edward Middleton Barry (ur. 7 czerwca 1830 w Londynie, zm. 27 stycznia 1880) – brytyjski architekt, znany z projektów Royal Opera House w Covent Garden w Londynie oraz Royal Opera House w Valletcie; syn Charlesa Barry’ego, po którym kończył prace przy odbudowie Pałacu Westminsterskiego w Londynie.

## Życiorys
Edward Middleton Barry był trzecim synem znanego brytyjskiego architekta Charlesa Barry’ego. Studiował w King’s College w Londynie, a od 1848 w Royal Academy of Arts. Początkowo pracował w biurze architektonicznym Thomasa Henry’ego Wyatta, jednak gdy z biura ojca odszedł jego starszy brat Charles, zajął tam jego miejsce. Współpracował przy realizacji projektów ojca aż do jego śmierci w 1860, równolegle jednak tworząc własne projekty budynków sakralnych i świeckich, które w latach 50. XIX w. znalazły mu uznanie. Wśród nich znalazła się odbudowa po pożarze teatru Covent Garden w Londynie. W 1861 został członkiem stowarzyszonym Royal Academy of Arts. Po nagłej śmierci ojca Barry zajął się dokończeniem przerwanych przez niego projektów – w tym odbudowywanego po pożarze Pałacu Westminsterskiego. Wykonał jednak także bardzo liczne własne projekty. W 1869 został pełnoprawnym członkiem Royal Academy of Arts, a w 1873 i 1878 dwukrotnie powierzano mu na pięcioletnie kadencje profesurę architektury tamże. Ponadto w 1874 został skarbnikiem Akademii. Zaprojektował w tym okresie liczne budynki użyteczności publicznej, w tym ratusz w Halifaksie, bibliotekę publiczną w Birmingham, gmach opery w Valletcie na Malcie oraz hotel w Charing Cross w Londynie. W swoich projektach nawiązywał głównie do sztuki neoklasycystycznej, niekiedy łącząc ją z neogotykiem.
W 1862 Barry poślubił Lucy, córkę Thomasa Kettlewella, z którą miał trójkę dzieci.

## Projekty

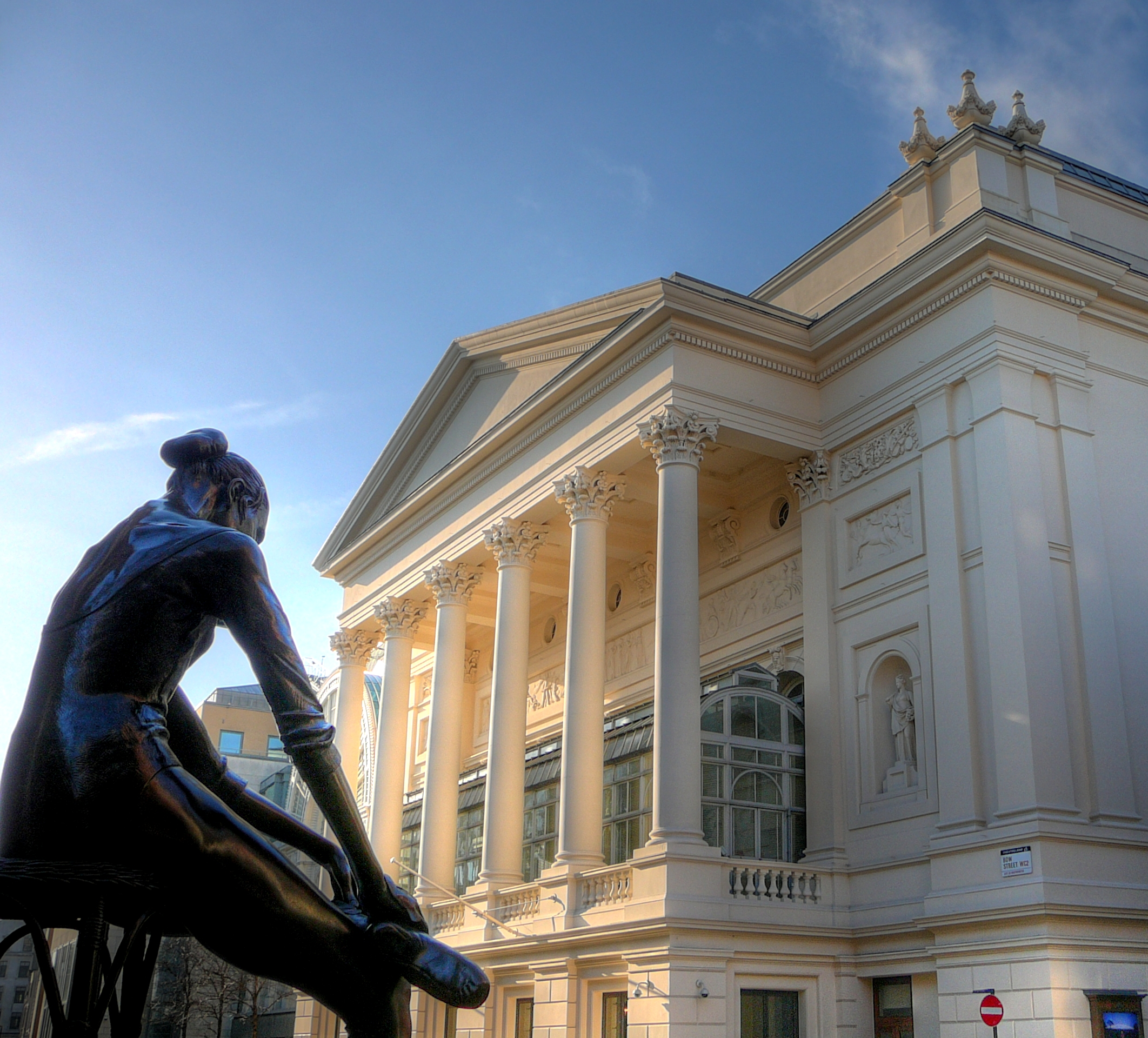
Fasada Royal Opera House w Covent Garden w Londynie
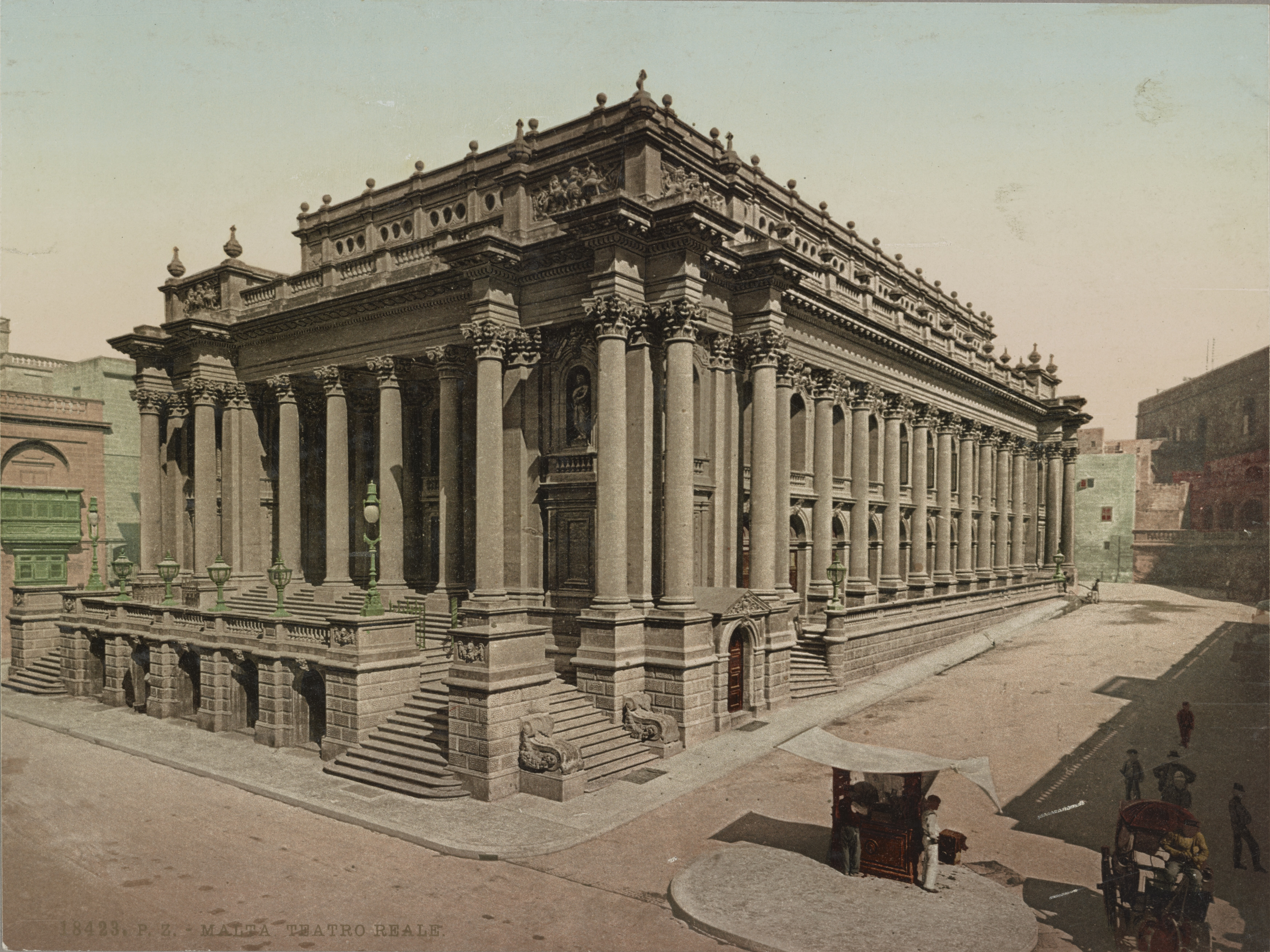
Royal Opera House w Valletcie (1911)
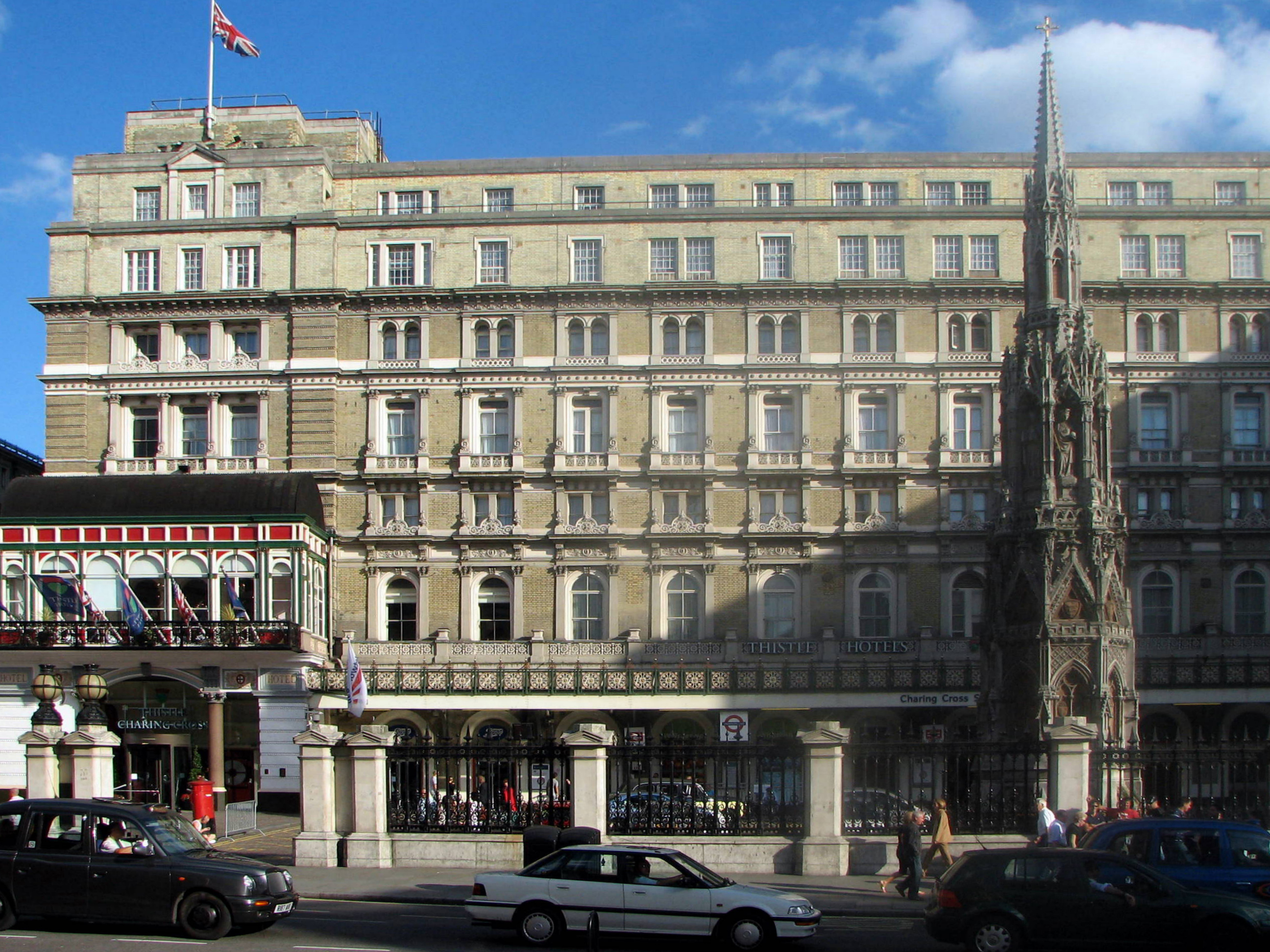
Hotel i rekonstruowany Krzyż Eleonory w Charing Cross w Londynie
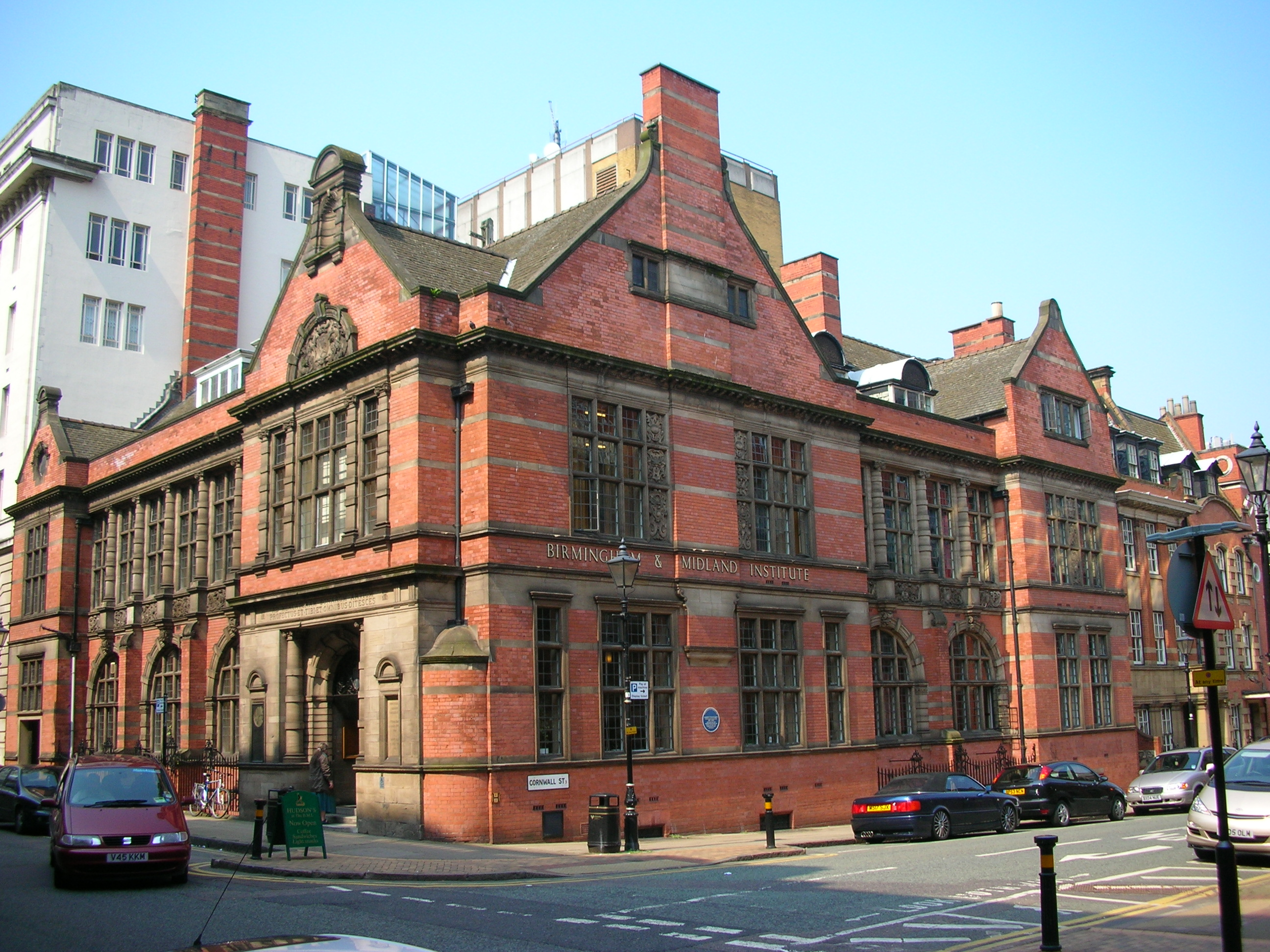
Budynek biblioteki w Birmingham